# 피아 한센
피아 카리나 한센(스웨덴어: Pia Carina Hansen, 1965년 9월 25일~)은 스웨덴의 사격 선수로 주 종목은 트랩 사격이다. 올림픽에 2회 참가하여 2000년 하계 올림픽에서 여자 더블 트랩 금메달을 획득했다.